# Березники (Ухоловский район)
Березники — посёлок в Ухоловском районе Рязанской области России. Входит в состав Ольховского сельского поселения.

## География
Посёлок находится в южной части Рязанской области, в лесостепной зоне, в пределах Окско-Донской равнины, на правом берегу реки Мостьи, на расстоянии примерно 2 километров (по прямой) к северо-востоку от посёлка городского типа Ухолово, административного центра района. Абсолютная высота — 137 метров над уровнем моря.

### Климат
Климат характеризуется как умеренно континентальный, относительно сухой, с тёплым летом и умеренно холодной зимой. Среднегодовая температура воздуха — 3,8 °C. Средняя температура воздуха самого холодного месяца (января) — −13,5 °C; самого тёплого месяца (июля) — 20 °C (абсолютный максимум — 40 °C). Среднегодовое количество осадков — 700 мм, из которых две трети выпадает в тёплый период. Снежный покров образуется в конце ноября и держится в течение 135 дней.

### Часовой пояс
Посёлок Березники, как и вся Рязанская область, находится в часовой зоне МСК (московское время). Смещение применяемого времени относительно UTC составляет +3:00.

## Население
| 2010 |
| ---- |
| 0    |